# Euxootera mauricei
Euxootera mauricei är en fjärilsart som beskrevs av François Louis Nompar de Caumont de Laporte 1975. Euxootera mauricei ingår i släktet Euxootera och familjen nattflyn. Inga underarter finns listade i Catalogue of Life.